# Нсок
Нсок — поселення на півдні провінції Веле-Нзас, Екваторіальна Гвінея.

## Клімат
Містечко знаходиться у зоні, котра характеризується кліматом тропічних саван. Найтепліший місяць — березень із середньою температурою 25.6 °C (78.1 °F). Найхолодніший місяць — липень, із середньою температурою 23 °С (73.4 °F).
| Клімат Нсока            | Клімат Нсока | Клімат Нсока | Клімат Нсока | Клімат Нсока | Клімат Нсока | Клімат Нсока | Клімат Нсока | Клімат Нсока | Клімат Нсока | Клімат Нсока | Клімат Нсока | Клімат Нсока | Клімат Нсока |
| Показник                | Січ.         | Лют.         | Бер.         | Квіт.        | Трав.        | Черв.        | Лип.         | Серп.        | Вер.         | Жовт.        | Лист.        | Груд.        | Рік          |
| Середня температура, °C | 25,1         | 25,5         | 25,6         | 25,1         | 25,3         | 24,2         | 23           | 23,2         | 24,3         | 24,6         | 24,5         | 24,3         | 24,6         |
| Норма опадів, мм        | 104.4        | 122.5        | 222.5        | 229          | 219.1        | 76.2         | 21.2         | 30.7         | 189.3        | 381          | 270.4        | 126.2        | 1992.5       |
| Днів з опадами          | 9,1          | 9,2          | 14,8         | 15,4         | 16,7         | 7,2          | 3,6          | 5,8          | 15,2         | 21,9         | 17,9         | 9,2          | 146          |
| Вологість повітря, %    | 82           | 80.9         | 81.2         | 81.3         | 82.9         | 84.1         | 84.8         | 83.7         | 82.4         | 82.9         | 83.8         | 83.6         | 82.8         |
| ----------------------- | ------------ | ------------ | ------------ | ------------ | ------------ | ------------ | ------------ | ------------ | ------------ | ------------ | ------------ | ------------ | ------------ |
| Джерело: Weatherbase    |              |              |              |              |              |              |              |              |              |              |              |              |              |